# Picu Valdomingueru
El picu Valdomingueru o pico Valdominguero está situado en el macizo oriental de los Picos de Europa o de Ándara, entre Asturias y Cantabria (España). Tiene una altitud de 2265 metros.